# Croton martinianus
Croton martinianus là một loài thực vật có hoa trong họ Đại kích. Loài này được V.W.Steinmann mô tả khoa học đầu tiên năm 1998.